# 范如山
范如山（1130年—1196年6月5日），字南伯。河北邢台人。
范邦彦之子。绍兴三十一年（1161年）随其父自新息（今河南息县）起义来归。监湖州酒务。淳熙五年张栻聘為泸溪（今湖南泸溪县）县令，如山不信朝廷真有所爲，迟迟未行，辛棄疾作《破阵子·掷地刘郎玉斗》勉之。差遣江陵府公安县令，“治官如家，抚民若子”。官终忠训郎。范邦彦的女兒嫁辛弃疾，范如山与辛弃疾“皆中州之豪，相得甚”。妹婿辛弃疾又将女儿嫁给范如山之子范炎。范如山晚年窮困，爲招待客人，不惜典質。慶元二年（1196年）五月七日，卒。